# E-vividネットワークシステム
e-vividネットワークシステム（イービビッド- ）とは、かつて愛知県名古屋市にて展開されていた、映像機器、パソコン、インターネットなどの公衆ネットワーク回線を利用し、従来よりあるポスター、看板広告のスペースでテレビコマーシャルなどの映像広告ならびに情報を配信、提供するシステム、およびそれを利用した広告配信サービスである。デジタルサイネージの一種。
ティー・アンド・ティープランニングがシステムならびにサービスの運営を行っていたが、2010年春を以て停止、のちに廃止された。
一部の設備は大広メディアックス名古屋支社が引き継ぎ、デジタルサイネージ事業を行っている。

## 概要
パソコンの高性能化、ハイビジョン映像に対応する映像機器の大型化ならびに軽量化、通信ネットワークのブロードバンド化、という三つの技術の進歩により、従来では放送用施設や機器を用いなければ実現不可能であった映像広告の同時配信を、市販の機器と公衆ネットワーク回線を設置することで比較的容易に実現することが可能となった。
鉄道の駅ホームや公共施設の待合室などに設置することで、待ち時間という手持ち無沙汰となる時の暇つぶし的な感覚で視聴することが期待でき、さらにニュースや天気予報、行政情報を広告放映の合間に流すことで、生活情報を得ようと視聴する効果を高める期待をしていた。
広告主側にとっては、テレビにて放映しているコマーシャル映像を流用することが可能で、ポスターや看板広告にくらべて更新を行う時間とコストを大幅に削減できる。また、テレビコマーシャルを持たない広告主でも、WWWページで使われているバナー広告の制作方法を応用することで、テレビCMに比べて低コストで制作、掲載することができることを訴求していた。
地下鉄のホーム内では通常、安全確保のため音声を流すことは消防法に基づいて制限があるが、指向性のあるスピーカーを利用して音声の拡散を抑制し、非常時に音声をカットする機構をつけることで、日本で初めてホーム内で音声を映像とともに流すことを可能にした。
さらに、東海地震などの大地震の予兆を示す観測情報をもとに、地下鉄利用者に対して注意ならびに警戒を促す機能を搭載していた。

## 歴史

### 実証実験
本事業の発端は、2001年末に桜通線名古屋駅にて行われた実証実験である。
同事業には、大広名古屋支社、日立製作所、日本ガイシの3社、および名古屋市にある複数の広告代理店、プロダクションが参画した。この実験以前に、日立と大広は東京都営地下鉄新宿線でも実験を行っていた。
日本ガイシは、自社のセラミック技術を応用したモニター装置を開発し、そのモデルケースとして同事業に参画していた。
しかし、モニターの故障が相次ぎ、稼働していない期間の方が長い状況が続いた末、約半年ほどで実験は終了した（後に日本ガイシはモニター装置から撤退）。

### 事業開始
その後2004年に、名古屋市交通局からの働きかけにより、上記実証実験時に大広の責任者が退社後に設立したティー・アンド・ティープランニングと地元広告代理店、日立製作所の3者を中心に、東山線栄駅ホーム内の柱部分に液晶モニターとパソコンを設置し、広告事業試験を開始した。
しかしながら、事業拡大において利益分配による相違により、日立製作所が撤退を要望するようになり、事業は暗礁に乗り上げられるかと思われた。
その後、システムの提供、運用において、NTT西日本と三菱電機が名乗りを上げ、日立製のシステムを置き換えると共に、駅ホームにプロジェクターを設置して、線路間の柱の間や壁面のスクリーンに映像を流す方式で映像環境を構築することで合意、2006年12月に、東山線栄駅、伏見駅、本山駅、名城線久屋大通駅、栄駅、上前津駅、金山駅にて広告配信を開始した。
後にホーム内が明るい駅での視認度が低いことを理由に、久屋大通駅と本山駅は、シャープ製65インチの液晶モニターに置き換えられた。一方で東山線栄駅の壁面と上前津駅は2008年で撤退した。
さらに2007年、名古屋駅と栄駅のコンコースにも液晶モニターを使った装置を設置し、同時配信を開始した。特に栄駅では、当時最大の大きさを誇ったシャープ製108インチ液晶モニターを採用した。
2009年には、三菱電機による映像配信システムから、SCALA社製に切り替えられた。

### 事業停止
しかし、リーマンショックが発生し、それに伴い名古屋の経済を支えていたトヨタ自動車の業績が大きく悪化したことで、トヨタグループ及び関係企業をはじめとしたスポンサーの撤退が大きく打撃になり、何とか名古屋市交通局ともネゴシエーションを続けたものの、2010年4月に営業停止を命じられ、配信が打ち切られた。
ティー・アンド・ティープランニングが倒産後、大広メディアックス名古屋支社が、名古屋駅、栄駅のコンコース及び島式ホームの中程にあった設備を引き継ぎ、「ChikaVision(チカビジョン)」としてデジタルサイネージ事業を行っている。

## 略歴
- 2004年12月：名古屋市営地下鉄名城線上前津駅構内にて40型液晶モニタを使った広告配信の試験を開始(後に栄駅に移設)。
- 2005年3月：名古屋市交通局による新交通広告表示システムのひとつとして、名古屋市営地下鉄東山線栄駅、伏見駅ホーム内に、40型液晶モニタを使った広告配信を開始。
- 2007年4月：名古屋市営地下鉄名城線栄駅など各ホームにて、プロジェクターを使った広告配信を開始。
- 2007年6月：名古屋市営地下鉄東山線名古屋駅コンコースにて、65型液晶モニタを使った広告配信を開始。
- 2008年3月：名古屋市営地下鉄東山線伏見駅ホームにて、65型液晶モニタを使った広告配信を開始。従来ある40型液晶モニタは配信終了。
- 2010年4月：停止。

## 展開

### 名古屋市営地下鉄
- 東山線
  - 名古屋駅：液晶モニタ×1面
  - 栄駅：液晶モニタ×2面
  - 伏見駅：液晶モニタ×2面
  - 本山駅：液晶モニタ×2面
- 名城線
  - 栄駅：液晶モニタ×2面
  - 久屋大通駅：液晶モニタ×2面
  - 金山駅：プロジェクター×2面
- その他

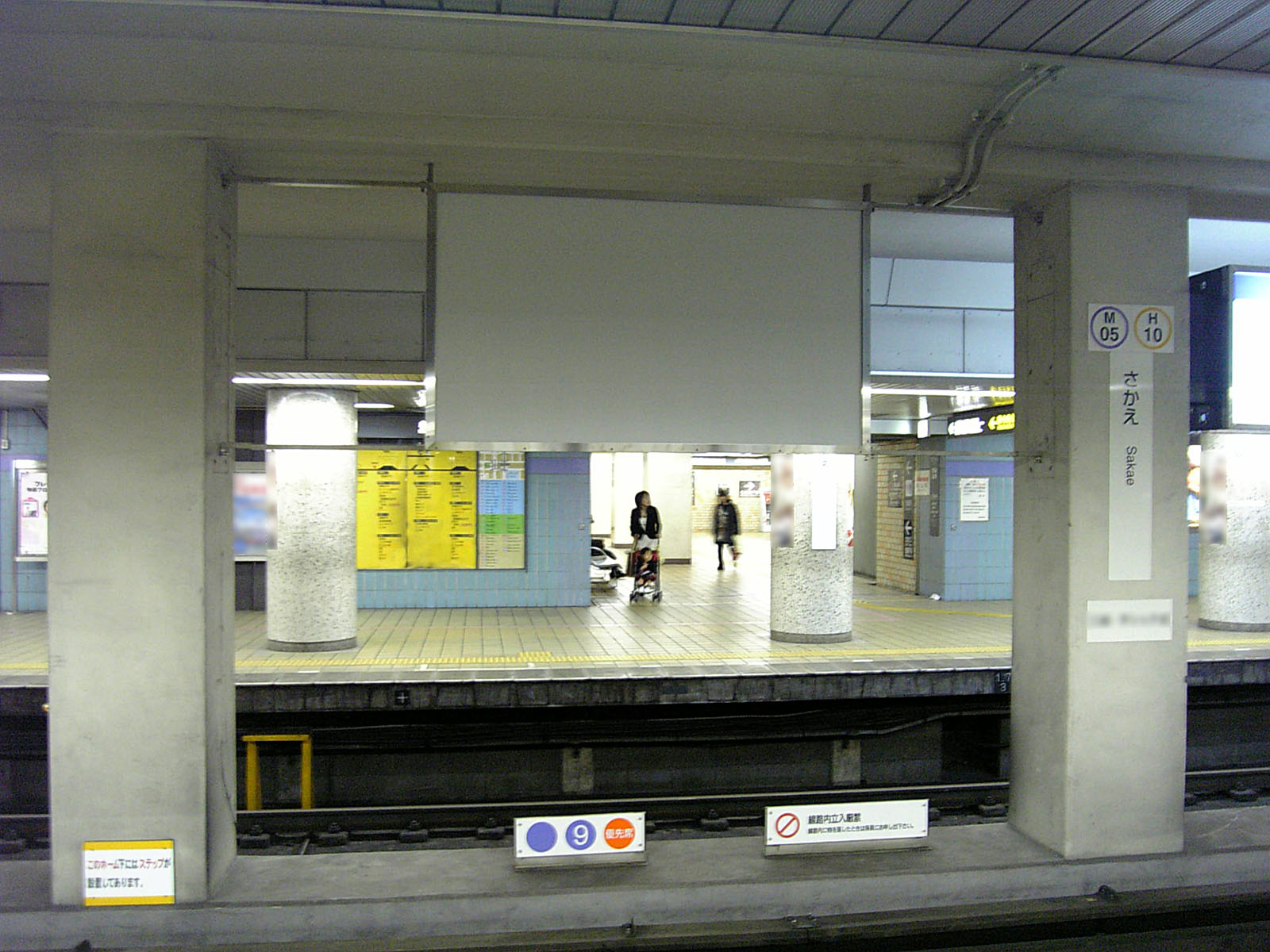
設置場所(名城線　栄駅)

  - 地下鉄栄駅8番出口付近：液晶モニタ×1面